# Actinote epiphaea
Actinote epiphaea är en fjärilsart som beskrevs av Jordan 1913. Actinote epiphaea ingår i släktet Actinote och familjen praktfjärilar. Inga underarter finns listade i Catalogue of Life.